# Carmageddon
Carmageddon é uma série de jogos eletrônicos de corrida, tendo o primeiro lançamento em 1997, que são games de corrida graficamente violentos, produzido pela Stainless Games e publicado pela Interplay e SCi. 
O jogo sempre foi muito polêmico por permitir que o jogador acumule pontos e dinheiro por atropelar pedestres e provocar acidentes com outros carros. Por conta disso, ele foi proibido de ser comercializado no Brasil.
A história de Carmageddon é baseada em um clássico filme de 1975, Death Race 2000, estrelado por Sylvester Stallone e David Carradine. No então futuro (ano de 2000), uma competição automobilística acumulava pontos para os carros que mais atropelassem pedestres. Além disso, metralhadoras e lâminas faziam parte do arsenal de acessórios dos veículos.

## Descrição
Carmageddon é um jogo essencialmente anárquico, você é posto em uma corrida aparentemente normal, mas sem limites. O player pode optar por escolher entre 2 personagens: "Max Damage" e "Die Anna". Já no jogo, o jogador pode optar por atropelar os pedestres ou destruir seus adversários se não agradar o simples "completar a volta em menos tempo". 
Vencer as provas pode se dar de três maneiras diferentes; Completando as voltas no tempo, matando todos os pedestres da prova ou destruindo os carros adversários. A cada corrida o jogador tem um tempo para completar a prova. Esse tempo pode aumentar de acordo com a quantidade que você coleta de bônus, entre: checkpoints, danos aos competidores, pedestres atropelados, formas de atropelamentos ou objetos bônus.
Em muitos países (incluindo Alemanha e Inglaterra) Carmageddon foi lançado com o conteúdo de violência limitado ou censurado, trocando os seres humanos por zumbis ou robôs. A versão brasileira não incluía essa modificação, porém, ao instalar era necessário à criação de uma senha, só com ela era permitido jogar com seres humanos (modo sangue), sem ela o game era iniciado com a versão de robôs.
Porém, mesmo com senhas de segurança, o game acabou sendo proibido no Brasil, o alto nível de carnificina e violência explicita foi o bastante para que em menos de uma semana o governo brasileiro retirasse o produto das prateleiras.
A atitude do governo teve o efeito contrário ao esperado: com a proibição, Carmageddon se tornou um dos mais conhecidos jogos já lançados no Brasil, tendo circulado diversas cópias do mesmo após a veiculação da notícia da proibição do jogo. Na televisão a notícia mostrava cenas do jogo, o que fomentou a curiosidade daqueles que nem conheciam o produto.

## Versões
Carmageddon foi originalmente lançado para PC (DOS) em 1994, eventualmente, com o avanço das plataformas, foi produzido uma versão para Microsoft Windows, Macintosh, Playstation (1999), Nintendo 64 (2000), Game Boy Color (2001). A versão para Playstation e Nintendo 64 são mais parecidas com Carmageddon 2.

## Expansão
Carmageddon Splat Pack é uma expansão oficial lançada em 1997 pouco tempo após o lançamento do game. A expansão inclui:
- 20 novas pistas
- 15 novos oponentes (veículos)
- 9 novos ambientes (incluindo o inferno)
- Novos modos de rede
- Suporte a gráficos 3dfx
- Red Eagle 2 e Hawk Deluxe avançados

## Financiamento coletivo
Em 2012, a Stainless Games anunciou que irá buscar um financiamento coletivo via Kickstarter para retomar a série através do título Carmageddon: Reincarnation,, que sejá desenvolvido com um motor gráfico atual.

## Sequências
Outras sequências de sucesso de Carmageddon:
- Carmageddon II: Carpocalypse Now
- Carmageddon TDR2000
- Carmageddon TV (never released due to Gizmondo's demise)
- Carmageddon: Reincarnation
- Carmageddon: Max Damage